# Mezőkövesd

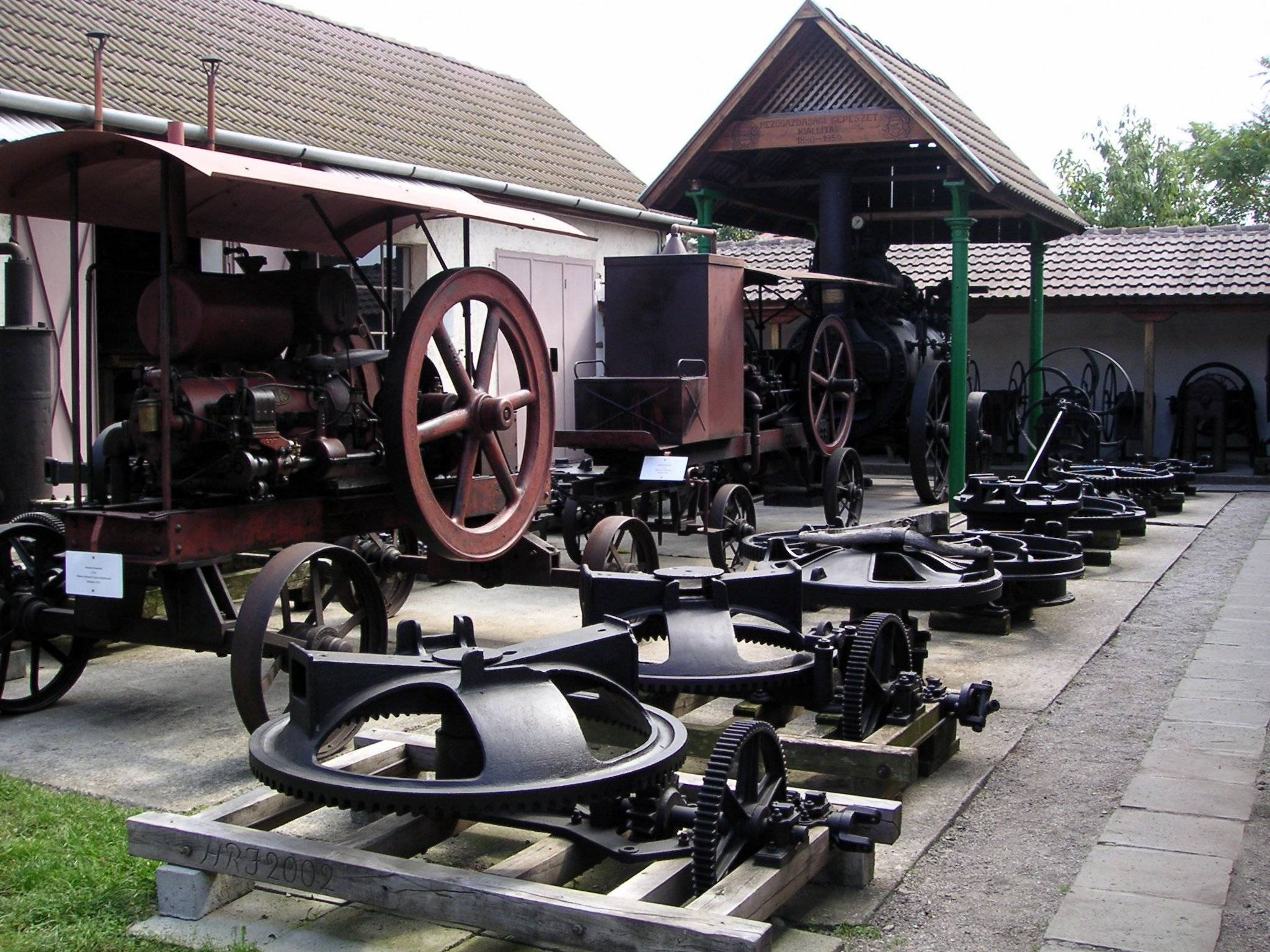
Jordbruksmuseum i Mezőkövesd

Mezőkövesd är en stad i Borsod-Abaúj-Zemplén i norra Ungern. Den ligger 50 kilometer från Miskolc och 15 kilometer från Eger. Mezőkövesd hade vid folkräkningen 2001 totalt 17 995 invånare.

## Historia
Området hade varit bebott sedan folkvandringstiden. Den första ungerska bosättningen tros ha bildats snart efter Ungerns erövring, men 1275 i ett kyrkdokument omnämns platsen som övergiven. Man tror därför att byn förstördes under den mongoliska invasionen av Ungern.
Under 1200-talet var Mezőkövesd den sydligast belägna staden som tillhörde Diósgyőrbebyggelsen. 1464 fick staden stadsrättigheter av kung Mattias. Namnet Matyófolket, som bodde i staden och området, tros ha kommit från denna kung.
1544 belägrades staden av turkarna. 1552 – året då slottet i Eger belägrades av turkarna – totalförstördes Mezőkövesd. Trots återuppbyggnaden, efter ett slag i den närbelägna byn Mezőkeresztes, förstördes den igen 1596 och lämnades orörd för nästan hundra år.
Fram till 1784 tillhörde Mezőkövesd kungens mark. Samma år frigjorde sig staden från dessa feodala plikter och de följande åren blev mycket framgångsrika för staden. 1860 byggdes järnvägen ut till staden.
1938 återfanns varma källor i Lajos Zsóry. Ett badhus byggdes och detta är idag en av de huvudsakliga turistattraktionerna i staden. 1941 hade staden 21 000 invånare, och är det högsta antalet någonsin i stadens historia.

## Turistattraktioner
- Matyómuseet
- Jordbruksmuseet
- Zsórybadet
- Matyóhemmen, gator med atmosfär från 1800-talet

## Vänorter
- Bad Salzungen, Tyskland
- Żory, Polen (1995)
- Rüdesheim am Rhein, Tyskland
- Vinogradiv, Ukraina
- Suplacu de Barcău, Rumänien
- Târgu Secuiesc, Rumänien